# Alessandro Raveggi
Alessandro Raveggi (Firenze, 2 giugno 1980) è uno scrittore e saggista italiano.

## Biografia
Scrittore nato e cresciuto a Firenze, a 27 anni è stato presentato da Renato Barilli e Nanni Balestrini come nuovo autore italiano al festival RicercaBO. Dopo aver lavorato per molti anni nel teatro di ricerca e aver pubblicato testi su molte riviste letterarie italiane, l'autore dal 2009 al 2013 ha vissuto a Città del Messico, svolgendo attività di ricercatore post-doc presso la Universidad Nacional Autónoma de México e varie residenze di scrittura. 
Tornato in Italia, ha fondato e diretto la prima rivista letteraria bilingue italiana The FLR - The Florentine Literary Review - dal 2022 chiamata The Florence Review e pubblicata dall'editore Le Lettere. Come studioso di letteratura ha lavorato come assegnista presso l'Università Ca' Foscari di Venezia occupandosi di teoria del romanzo, letteratura comparata e multilinguismo letterario. Ha tenuto corsi di letteratura presso università americane quali la New York University, dove ha curato anche un festival letterario di scrittori italiani e americani in dialogo. 
Tra i suoi libri, Continuate in ciò che è giusto (Bompiani, 2025), romanzo-saggio dedicato alla vita del profeta e mito ecologista Alexander Langer, Grande karma. Vite di Carlo Coccioli (Bompiani, 2020) - candidato alla selezione del Premio Strega 2021 - e Nella vasca dei terribili piranha (Effigie, 2012) - che è stato salutato dalla critica come un "romanzo ambizioso, cosmopolita" e per il quale il suo autore è stato definito tra i giovani romanzieri italiani più legati alla lezione di David Foster Wallace - i racconti de Il grande regno dell’emergenza (LiberAria, 2016), cinque raccolte poetiche (l'ultima, In caso di perdita, del 2024 per Interno Poesia). Ha scritto anche piece teatrali, per le quali è stato finalista del Premio Riccione 2007. e del Premio Tuttoteatro.com-Dante Cappelletti nel 2005. Ha scritto inoltre A Città del Messico con Bolaño (Giulio Perrone editore, 2022), racconto-guida sui generis alla capitale messicana, con al centro la presenza dell'amato scrittore cileno Roberto Bolaño.    
È stato riconosciuto tra i migliori poeti Under 40 dal festival italiano "Pordenonelegge".  
Tra i suoi saggi letterari ed accademici, ha pubblicato inoltre per Marsilio un saggio sulla letteratura multilingue (Il Romanzo di Babele, del 2023), un libro su Italo Calvino e le Americhe per l'editore Le Lettere e un e-book introduttivo a D.F. Wallace. Ha curato l’antologia di racconti italiani Panamericana (La nuova frontiera, 2016), che include racconti di Fabio Stassi, Igiaba Scego, Laura Pugno, Vanni Santoni, tra gli altri.   
Ha inoltre tradotto nel 2023 il romanzo La rivoluzione secondo Raymundo Mata della scrittrice filippina Gina Apostol per l'editore Utopia.    
Ha scritto di libri e cultura su riviste nazionali e internazionali, tra le quali Wired, Il Tascabile e Esquire. Ha scritto e tenuto rubriche per riviste online come Doppiozero e Alfabeta2. Si occupa sovente di letteratura latinoamericana (Bolaño, Rulfo, Fresán, Elizondo), americana (Wallace, Saunders, Vollmann, Powers) e italiana (in particolare legato alla riscoperta di autori come Carlo Coccioli).  
Ha pubblicato in altre lingue su prestigiose riviste internazionali quali Letras Libres, The Kenyon Review e Revista Universidad.
È curatore della collana di narrativa straniera "Phileas Fogg" di LiberAria editrice dal 2016.

## Opere

### Romanzi e nonfiction letteraria
- Continuate in ciò che è giusto, Bompiani, Milano 2025
- A Città del Messico con Bolaño, Giulio Perrone editore, Roma 2022
- Grande karma. Vite di Carlo Coccioli, Bompiani, Milano 2020
- Nella vasca dei terribili piranha, Effigie, Milano 2012

### Raccolte di racconti
- Il grande regno dell’emergenza, LiberAria, Bari 2016
- (a cura di) AA.VV., Panamericana, La nuova frontiera, Roma 2016

### Poesia
- In caso di perdita, Interno Poesia, 2024
- Nominazioni. Poesie dal ritorno 2012-2014, Ladolfi, 2016
- La trasfigurazione degli animali in bestie, Transeuropa, Massa 2011
- Disney contro le metafisiche, Zona/Level48, Arezzo 2008
- L’evoluzione del Capitano Moizo, Zona, Arezzo 2006

### Saggistica
- Il Romanzo di Babele. La svolta multilingue della letteratura, Marsilio, 2023
- David Foster Wallace, Doppiozero, Collana Starter, Milano 2014
- Calvino americano. Identità e viaggio nel Nuovo Mondo, Le Lettere, Firenze 2012

### Teatro
- Per farla finita col teatro di vernacolo, inedito, finalista del Premio Riccione 2007
- La caduta, inedito, finalista del Premio Tuttoteatro.com - Dante Cappelletti 2005
- A party, a song for Leo: Doppelgänger, Titivillus, Pisa 2003

### Riviste letterarie
- (direttore, con M. Baldi) The Florence Review, Le Lettere, dal 2022
- (direttore) The FLR. The Florentine Literary review (rivista letteraria italiana in italiano e inglese), The Florentine press, dal 2016
- (a cura di, con T. Lisa) Re: viste sulla letteratura e le arti, Zona editore, 2005-2007

### Traduzioni
- G. Apostol, La rivoluzione secondo Raymundo Mata, Utopia editore, Milano 2023.